# Jakob Karau
Jakob Karau (* 16. Oktober 1883 in Płatkownica, Kreis Wengrow; † 3. August 1938 in Kutno) war ein Abgeordneter der deutschen Minderheit im polnischen Sejm.

## Leben
Karau war der Sohn eines Landwirts in der deutschen Kolonie Płatkownica. Von 1899 bis 1902 besuchte er das Lehrerseminar in Warschau und arbeitete anschließend als Lehrer an verschiedenen Schulen. 1920 wurde er als Leiter der deutschen Schule in Włocławek entlassen. Von 1922 bis 1930 war er Abgeordneter des Polnischen Sejms für den Block nationaler Minderheiten (Blok Mniejszości Narodowych). Karau saß daneben im Stadtrat von Włocławek. 